# 나요로역
나요로역(일본어: 名寄駅)은 일본 홋카이도 나요로시에 있는 홋카이도 여객철도 · 일본화물철도 소야 본선의 철도역이다. 역 번호는 W48이며, 단선 · 섬식의 형태를 합친 복합 구조의 철도 역사이다.

## 화물역 (나요로 오프레일 스테이션)
일본화물철도의 나요로 역은 컨테이너 화물(JR 규격 12ft 컨테이너만)을 취급한다. 컨테이너 배치기지인 나요로 오프레일 스테이션(나요로ORS)이 역사 북쪽에 병설되어 있으며, 화물열차 대행 트럭 편이 기타아사히카와역과의 사이에 하루 5회 왕복 운행되고 있다. 덧붙여, 일본화물철도의 역으로서는 최북단에 위치하고 있다.
예전에는 1면 2선의 컨테이너 승강장이 있었지만, 화물열차의 발착이 폐지되었던 1996년 9월 이후, 하역선은 사용되지 않는 승강장만 컨테이너 기지로 사용되었다. 화물열차의 발착이 없어 자동차 대행역이 된 후, 2006년 4월의 화물역 명칭정리 때에, '나요로 오프레일 스테이션'이 되었다.
또한 1993년경까지는 이와타니 산업 LPG 센터와 연결된 전용선이 있어, 모토와니시역에서 발송된 액화 석유 가스(LPG) 수송용의 다키 25000형 화물열차가 도착해 있었다. 또한, 그 전에는 오지 마테리아 나요로 공장과 연결된 전용선도 있어, 공장으로 향하는 석유 수송용 탱크차도 도착해 있었다.

## 역 주변
- 나요로 시청
- 홋카이도 신용금고 · 기타미 신용금고 · 호쿠요 은행 · 홋카이도 은행 나요로 지점
- 호쿠세이 신용금고 본점
- 나요로 간이재판소
- 나요로추오 정형병원
- 가미카와 종합 진흥국 나요로 청사

## 인접 정차역
| 홋카이도 여객철도 소야 본선          | 홋카이도 여객철도 소야 본선 | 홋카이도 여객철도 소야 본선 |
| ------------------------------------ | --------------------------- | --------------------------- |
| W47 나요로고등학교 아사히카와 방면   | 쾌속 '나요로'               | 시·종착역                   |
| W47 나요로고등학교역 아사히카와 방면 | 보통                        | 닛신 W49 왓카나이 방면      |